# 德意志皇储集团军群
德意志皇储集团军群（德語：Heeresgruppe Deutscher Kronprinz）又名B集团军群，是第一次世界大战期间德意志帝國陸軍的一个集團軍单位，于1915年8月1日至1918年11月11日间在德国皇储威廉的指挥下于西线战场作战。